# Albańczycy w Australii
Albańczycy w Australii – albańska mniejszość narodowa na terenie Australii, w 2006 roku szacowana na około 15 tys. osób. Największy odsetek ludności albańskiej znajduje się w stanach Queensland i Wiktoria. Większość Albańczyków w Australii wyznaje islam, istnieje także społeczność prawosławna i katolicka.
Albańczycy obecni są na terytorium Australii od 1885 roku (a więc na kilkanaście lat przed proklamacją Związku Australijskiego), wówczas osiedlił się tam Naum Konxha. Po I wojnie światowej władze australijskie zaczęły przyjmować imigrantów z Europy Środkowej i Południowej, Albańczycy pracowali głównie jako robotnicy bądź zajmowali się rolnictwem. W australijskich spisach ludności są uwzględniani od 1933 roku. Podczas II wojny światowej ludność albańską poddawano internowaniu, część z nich uczestniczyła w wojnie na Pacyfiku, walcząc po australijskiej stronie. Po zakończeniu działań wojennych część Albańczyków wróciła do kraju, mimo to nastąpiła nowa fala imigracji do Australii z powodu ustanowienia reżimów komunistycznych w Albanii i Jugosławii.

## Historia

### Do 1939 roku
Pierwszą osobą narodowości albańskiej, która przybyła do Australii, był Naum Konxha, który wraz ze swoją żoną (z narodowości Brytyjką) osiedlił się tam w 1885 roku.
Po I wojnie światowej władze australijskie zdecydowały się na przyjęcie imigrantów z Europy Środkowej oraz Południowej, przyczyną tej decyzji było potencjalne zagrożenie inwazji związane z niską populacją kraju (niecałe 3,8 mln w 1901 roku), a także niedobór siły roboczej. Przybyli do Związku Australijskiego Albańczycy początkowo pracowali jako robotnicy w miejscowości Fremantle (Australia Zachodnia) oraz trudnili się rolnictwem w stanach Queensland i Wiktoria: zajmowali się głównie uprawą owoców, byli także ogrodnikami bądź pracowali na plantacjach trzciny cukrowej oraz tytoniu. Ludność albańska pochodziła głównie z okolic Korczy, w mniejszym stopniu także z Gjirokastry; większość imigrantów wyznawała islam, a 40% z nich było prawosławnych. Albańscy imigranci osiedlali się m.in. w miejscowościach Brisbane, Cairns, Melbourne, Shepparton oraz York; istotny wkład mieli w rozwój miasta Shepparton, stając się jedną z najstarszych muzułmańskich społeczności w stanie Wiktoria.
Albańczycy rejestrowani są w spisach ludności od 1933 roku; wówczas liczba Albańczyków zamieszkujących Związek Australijski wynosiła 770 (z czego 249 w Wiktorii), do 1947 roku liczba ta wzrosła dwukrotnie. Przybycie ludności albańskiej było zgodne z ustanowionym w 1901 roku dokumentem Immigration Restriction Act, który w ramach Polityki Białej Australii regulował imigrację do kraju, wykluczając możliwość osiedlania się osobom spoza Europy. Jednak ze względu na falę imigracji ludności albańskiej, która miała miejsce w latach 20. XX w., podjęto decyzję o ograniczeniu wydawania liczby wiz; w 1929 roku limit ten wynosił 24 na miesiąc. Australijskie władze obawiały się, że obywatele Albanii, a także Grecji i Jugosławii, mogliby doprowadzić do napięć ekonomicznych oraz mieć problemy z integracją z australijskim społeczeństwem. W związku z tym władze albańskie zaproponowały rodakom powrót do ojczyzny, część z nich zdecydowała się jednak zostać w Australii.

### Okres II wojny światowej (1939–1945)

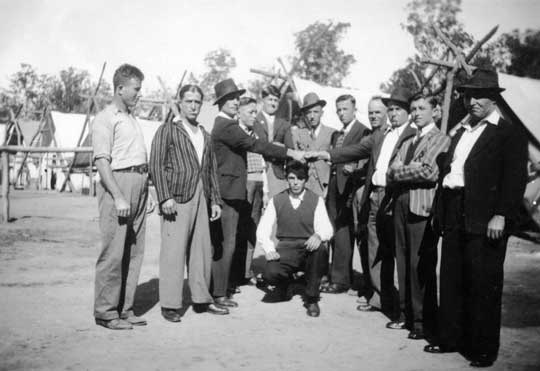
Albańczycy w obozie internowania w stanie Queensland

Podczas II wojny światowej imigracja ustała. Ludność albańska została przez władze australijskie uznana za wrogą (enemy aliens), stan ten utrzymał się do 1944 roku; Albańczyków przestano uważać za wrogów po zakończeniu niemieckiej okupacji kraju. Imigranci byli wówczas poddawani internowaniu, do czego wystarczyło samo podejrzenie o sympatyzowanie z ruchami faszystowskimi. W tym czasie internowano 84 Albańczyków z Queensland, ponadto około 400 Albańczyków zamieszkujących stan Wiktoria także internowano, następnie zesłano do prac m.in. na farmach. Represjom poddano przede wszystkim ludność muzułmańską i w mniejszym stopniu katolicką, obostrzenia nie dotyczyły prawosławnych Albańczyków.
Ponad 30 Albańczyków służyło w australijskim wojsku (m.in. w Royal Australian Air Force i Second Australian Imperial Force), uczestnicząc w wojnie na Pacyfiku; część z nich zginęła podczas działań wojennych lub jako jeńcy wojenni w japońskiej niewoli.

### Po 1945 roku

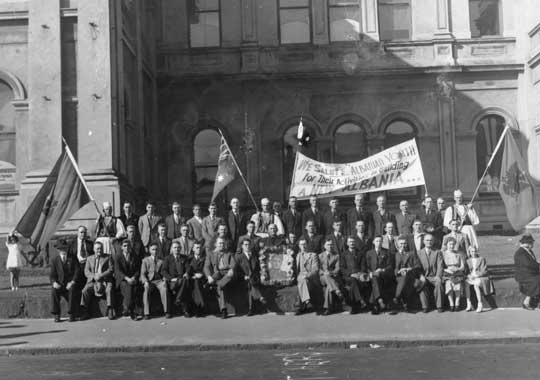
Albańczycy w Melbourne (późne lata 40.)

Po II wojnie światowej część Albańczyków wróciła do swojego kraju. Mimo to ponownie miała miejsce nowa fala imigracji ludności albańskiej do Australii, co wiązało się z ustanowieniem komunistycznych dyktatur w Albanii oraz Jugosławii; większość albańskich imigrantów była mieszkańcami południowej Jugosławii (zamieszkiwali m.in. tereny współczesnej Macedonii Północnej). Natomiast wielu uciekinierów z Albanii zamieszkiwało początkowo w obozach dla uchodźców na terenie Grecji, Jugosławii i Włoch; oczekiwanie na relokację trwało do kilku lat, a część uchodźców nawet deportowano do Albanii.

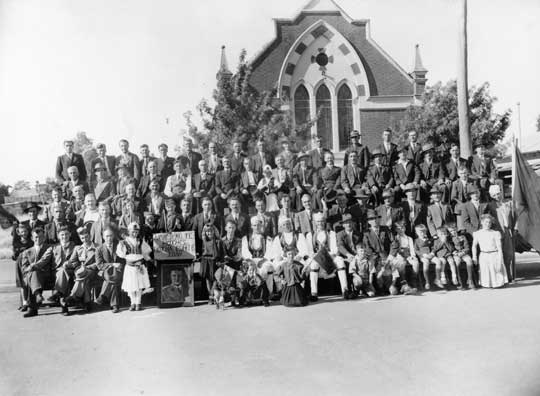
Albańczycy w Shepparton (późne lata 40.)

W spisie ludności z 1996 roku 6212 osób podało, że posługuje się językiem albańskim, przy czym około 16% z nich zadeklarowało niską znajomość lub brak znajomości języka angielskiego. Większość ludności była zatrudniona jako robotnicy lub pracownicy fabryk. W związku z wojną w Kosowie w 1999 roku Australia przyjęła 4 tys. kosowskich Albańczyków, którzy zostali umieszczeni w obozach wojskowych; do końca 2000 roku zdecydowana większość z nich opuściła Australię, natomiast część osób pozostałych w Australii otrzymała status uchodźcy. Według spisu ludności z 2001 roku albańska społeczność w Australii liczyła 10 459 osób (7182 w samym stanie Wiktoria).

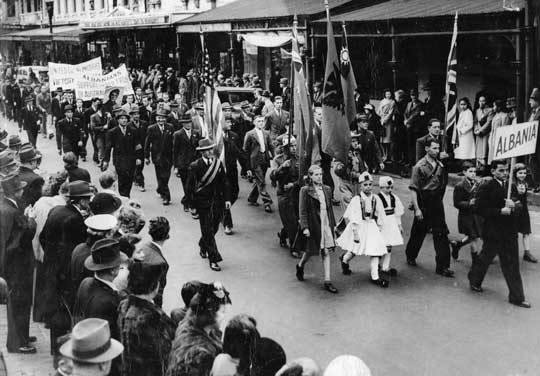
Marsz na Swanston Street w Melbourne (późne lata 40.)

W spisie ludności z 2006 roku 7858 osób zadeklarowało, że używa języka albańskiego, liczba ta wzrosła do 8945 w 2011 roku. Wówczas, tj. w 2006 roku, 60% albańskiej społeczności w Australii zamieszkiwało stan Wiktoria. W spisie ludności z 2011 roku albańskie pochodzenie zadeklarowały 13 142 osoby (0,1% populacji Australii), z czego 62,6% mieszkało w Wiktorii.

### Albańczycy według miejscowości

#### Adelaide
W Adelaide powołano do życia stowarzyszenie Albanian Australian Association. W czerwcu 2015 roku założono także katolickie stowarzyszenie, które nazwano imieniem św. Matki Teresy z Kalkuty. Na cześć świętej w kwietniu 2022 roku odsłonięto przedstawiający ją pomnik.

#### Melbourne

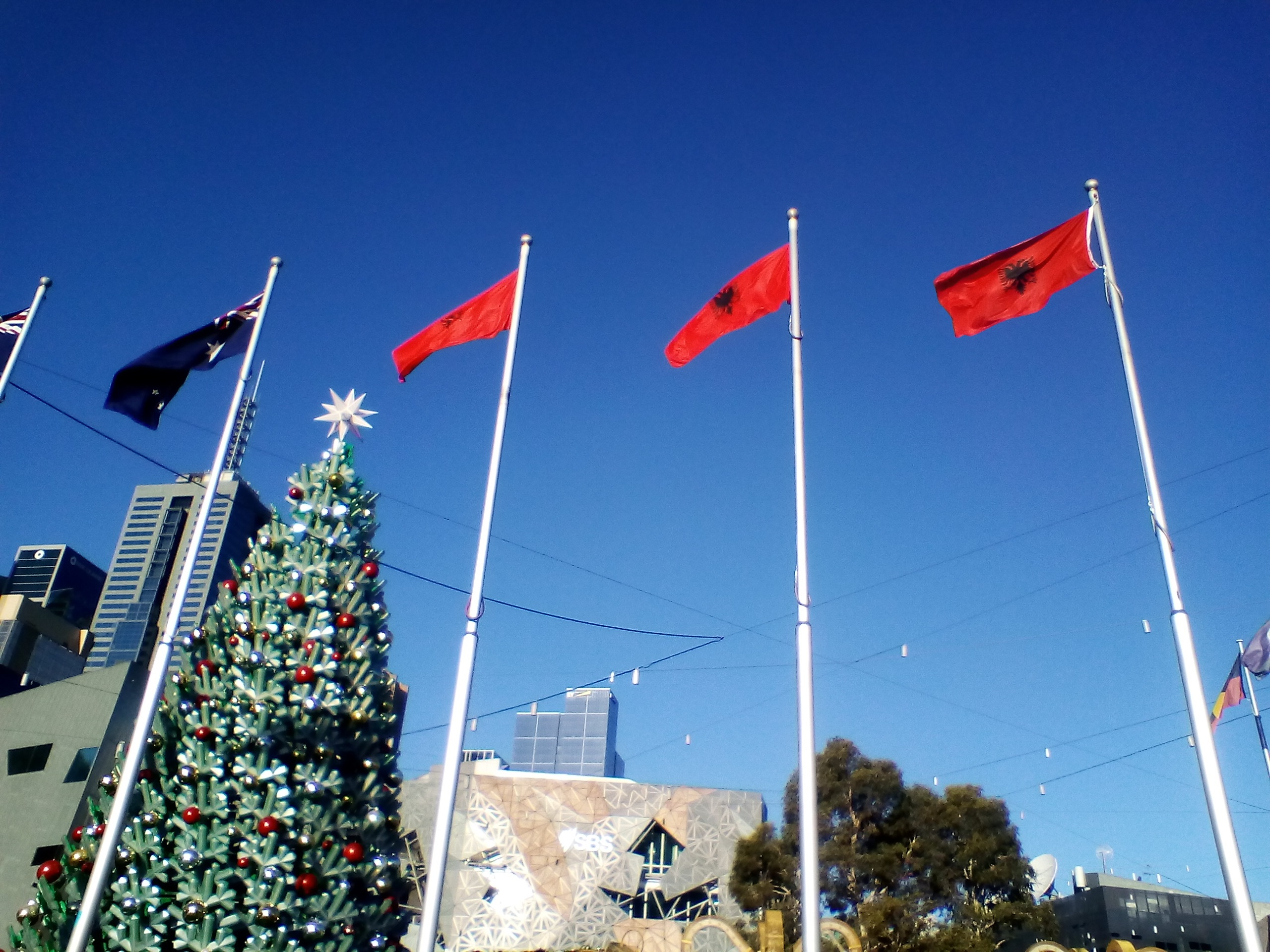
Albańskie flagi wywieszone na Federation Square w Melbourne z okazji dnia niepodległości. Zdjęcie z 28 listopada 2021 roku.

W 1964 roku w Melbourne rozpoczęto nauczanie języka albańskiego, pierwszym w mieście nauczycielem tegoż języka był pochodzący z Bitoli Mithat Jusufi, przybyły do Australii trzy lata wcześniej.
Funkcjonują kluby piłkarskie złożone z Albańczyków, między innymi Dandenong South SC, Heidelberg Eagles SC i North Sunshine Eagles FC. Powołano także do życia katolicką organizację Albanian Catholic Society of Melbourne.

##### Dandenong
Za pierwszego Albańczyka przybyłego do Dandenong (jednej z dzielnic Melbourne) uważa się pochodzącego z Kiszawy Jakupa Risteniego, który w Australii osiedlił się w 1963 roku. W 1968 roku w Dandenong powołano do życia meczet, założono także klub piłkarski Dandenong Thunder SC; w 2012 roku klub ten został mistrzem Victorian Premier League. W 2019 roku albańska społeczność w Dandenong zorganizowała zbiórkę pieniędzy na rzecz ofiar trzęsienia ziemi w Albanii, w ciągu kilku dni zebrano około 180 tys. dolarów australijskich.
W 2010 roku burmistrzem Dandenong został Jim Memeti. Podczas pełnienia przez niego danej funkcji m.in. w 2020 roku otworzono park Keshava Reserve (w nawiązaniu do północnomacedońskiej Kiszawy). Według szacunków w 2021 roku w Dandenong mieszkało około 4 tys. Albańczyków.

#### Shepparton
W 1939 roku region Shepparton był zamieszkiwany przez kilkuset Albańczyków, głównie wyznawców islamu i prawosławia. W 1943 roku powołano do życia organizację Free Albanian Association, prowadziła ona działalność społeczną między innymi poprzez pomaganie ubogim, nauczanie języka angielskiego oraz wspieranie finansowe Australijskiego Czerwonego Krzyża.
W 1946 roku prawie każdy z 227 wyznawców islamu z Shepparton był narodowości albańskiej. W latach 90. miejscowość była zamieszkiwana przez ok. 100 rodzin pochodzących z Korczy.

## Religia

### Chrześcijaństwo
W 1974 roku w Australii założono katolickie stowarzyszenie Albanian Catholic Association. Natomiast wśród wyznawców prawosławia w Australii znaleźli się wierni Autokefalicznego Prawosławnego Kościoła Albanii.

### Islam
Jednym z pierwszych skupisk albańskiej muzułmańskiej społeczności była miejscowość Mareeba, czego świadectwem jest meczet znajdujący się tymże mieście. W 1960 roku oddano do użytku meczet w Shepparton, kolejne świątynie tego typu wybudowano także w dzielnicach Melbourne: w Carlton North i w Dandenong.
Społeczność ta jest zróżnicowana, część wyznawców islamu wykazuje luźne podejście do zasad religijnych, o czym świadczy m.in. spożywanie napojów alkoholowych, a także otwartość na inne wyznania, gdyż niektóre dzieci pochodzące z muzułmańskich rodzin uczą się w katolickich szkołach. Wielu Albańczyków wyznaje bektaszijję, która charakteryzuje się większym liberalizmem na tle innych odłamów islamu. Niewielu albańskich muzułmanów przestrzega postu w ramach ramadanu, większość z nich nie uczestniczy w nabożeństwach. Praktykowany jest zwyczaj składania w ofierze owcy przez hodżę, gdy budowany jest nowy dom.
Muzułmańskie stowarzyszenie Shepparton–Australian Möslem Association (SAMA) corocznie w marcu organizuje święto The Albanian Harvest Festival. Podczas tego święta miejsce między innymi sprzedaż płodów rolnych i potraw kuchni albańskiej (np. baklawy, lakroru i petulli), organizowane są także pokazy taneczne i wystawy pojazdów. Część albańskiej muzułmańskiej społeczności nie uczestniczy w wydarzeniach organizowanych przez SAMA oraz uważa, że człon Möslem, który znajduje się w nazwie, jest kontrowersyjny. Na terenie stanu Queensland działa Albanian Australian Moslem Society.

## Organizacje świeckie
Wśród albańskich organizacji w Australii znajdują się między innymi Albania–Australia Community Association, Albanian Association of Brisbane i Albanian Teachers’ Association.
19 października 1992 roku powołano do życia organizację Australian Albanian Women’s Association, która została współzałożona przez Jeanette Mustafę. W 2011 roku działalność rozpoczęło stowarzyszenie The Australian Albanian Pensioners Association.